# Taiwaneză
Taiwaneza este un dialect al limbii chineze din grupul de dialecte chinezești Min. Este vorbită în insula Taiwan, graiuri înrudite fiind vorbite și în China continentală, în dreptul insulei Taiwan.
După unele păreri taiwaneza ar reprezenta o limbă separată iar chineza un grup de limbi.
Odată cu întărirea mișcării pro-independență din Taiwan s-a extins folosirea în public a dialectului taiwanez. Totuși, în mod oficial și în sistemul de învățămînt continuă să se folosească limba chineză standard, bazată pe dialectul mandarin.
În trecut, guvernul Kuomintang din Taiwan a luat măsuri drastice împotriva dialectului taiwanez, inclusiv prin trimiterea la pușcărie a unor activiști politici care susțineau folosirea oficială a acestui dialect. Astăzi, chiar și unii activiști ai Kuomintangului folosesc taiwaneza în campaniile electorale.
Aproximativ 80% dintre locuitorii Taiwanului au ca limbă maternă taiwaneza, alți vreo 20% sunt vorbitori nativi ai dialectelor mandarin și hakka.